# Гумористична мініатюра
Гумористична мініатюра – постановка комічного характеру тривалістю до 10 хвилин. Головна мета мініатюра, як і гумору загалом, – розсмішити.

## Наповнення мініатюр

### Елементи сміхової культури в мініатюрах
Оскільки мініатюра є проявом комічного, вона може містити такі прояви народної сміхової культури:
1. Карнавальна мова
Карнавальна мова – спеціальні дійства, характерні для карнавалу та сміхової культури загалом. До них відносять різноманітні пародії, травестії, зниження. Основні ознаки карнавальної мови: амбівалентність, «зворотність». 
2. Словесні сміхові твори
До словесних сміхових творів відносять пародії на закони та інші юридичні документи, на елементи віри, такі як молитви, псалми, гімни. Також у цій категорії виділяють різноманітні карнавальні діалоги, «суперечки» тощо.
3. Форми і жанри фамільярно-площадної мови
До форм та жанрів фамільярно-площадної мови відносять:
- лайки
- божбу або клятву
- зазивання
- хвалу
- прокляття
- словесну нісенітницю
4. Народно-святкові форми
В сміховій культурі важливу роль грали такі народно святкові форми, як карнавал, бенкет, різноманітні ігри (картярські, спортивні тощо), пророчі загадки, пародійні пророцтва.
5. Гротеск
Гротеск – це бачення іншої, химерної, незнайомої реальності. Гротеск амбівалентний, він показує існуючі і не існуючі елементи життя.

### Засоби гумористичного дискурсу
Найтиповішим засобом гумористичного дискурсу є мовна гра. Вона створюється коміками за допомогою змінення слів, незвичного їх використання тощо. Ціль мовної гри полягає у набутті виступу комічного ефекту.
Окрім мовної гри, використовуються також наступні засоби:
- графони
- тропи (метафора, гіпербола, літота, оксиморон, епітет, алегорія, синекдоха, тощо)
-  слова зі зневажливими суфіксами (-иськ, -ищ, -аг, -яг, -юк,-як), складні слова
- каламбур, порівняння, синонімічні перерахування, паралелізм.
Також використовуються фразеологізми.

### Засоби ігрового дискурсу
Окрім засобів гумористичного дискурсу, у виступах можуть використовуватися засоби ігрового дискурсу.
Гумористи застосовують у мініатюрах такі прийоми, як іронія, самоіронія, глузування, сарказм, гротеск, парадокс.
Одним з найуживаніших методів ігрового дискурсу є мовна маска – образ, побудований на певних рисах людей. Такий образ має легко впізнаватися адресатом.
Серед функцій мовної маски виділяють такі:
- комічна (викликати у людини певну реакцію – сміх)
- оціночна (оцінка людини, конкретного типажу з певної сторони)
- самопрезентація (гуморист реалізує себе)
Існують такі види мовних масок:
1) Індивідуальна мовна маска (прототипом цієї маски є конкретна особистість)
2) Узагальнена мовна маска (прототипом є лінгво-культурний типаж – певні національності, народності тощо)
3) Мовна маска-шаблон (прототипом є вже створена мовна маска)
Аби створити маски на основі прототипу, в ігровому дискурсі існують такі прийоми:
1) спрощення (прибирання деталей, акцентування уваги на деяких особливостях тощо)
2) гіперболізація – збільшення якоїсь певної риси характеру, особливості людини/людей
3) «позбавлення сенсу» (використання елементів без конретного змістовного наповнення)
4) іронічне переосмислення  (додавання власних, нових деталей до вже існуючого образу)

## Мініатюри і соціальні платформи
Мініатюри можуть функціонувати на різних соціальних платформах. Поширеною є публікація гумористичних роликів на YouTube, оскільки ця мережа створена для відео-контенту. Акаунти гумористичних команд (наприклад – «Інародний театр абсурду „Воробушек“») із відповідним контентом є також в Instagram, Telegram, Facebook, SoundCloud. Проте, публікуючи мініатюри в цих соцмережах, треба враховувати ряд їх особливостей. В Instagram відео має певний хронометраж – 1 хвилину (але існує формат IGTV). В Telegram обмежений пошук каналу: користувач може дізнатися про його існування лише через рекламу або власне через пошук. Facebook нещодавно почав орієнтуватися на розважальний контент. Платформа SoundCloud підходить для  прослуховування музики та її публікації.